# Incident du goudron de pin

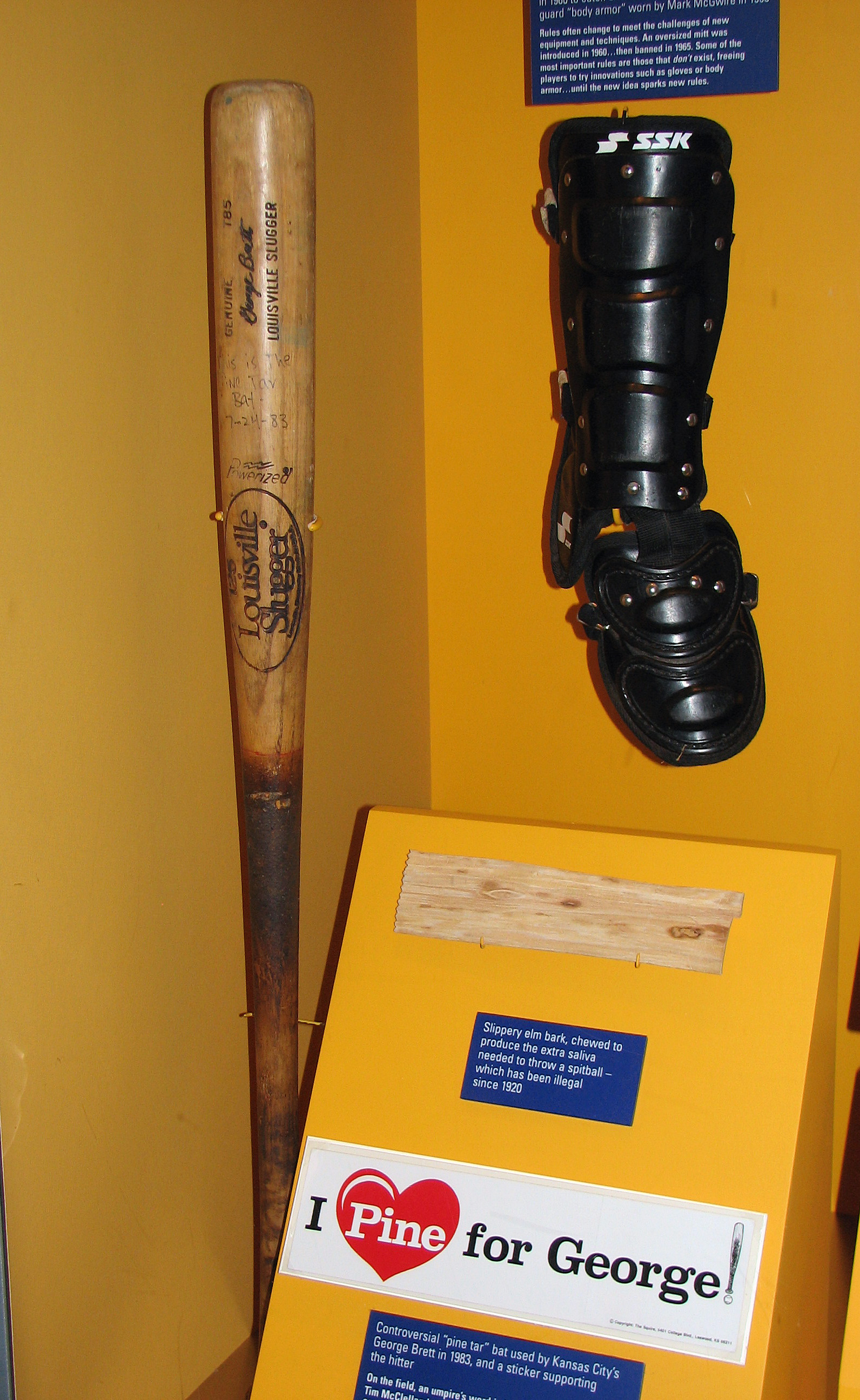
La batte de George Brett (à gauche), objet central de l'incident du goudron de pin, est exposée depuis 1987 au Temple de la renommée du baseball.

L'incident du goudron de pin est, dans l'histoire des ligues majeures de baseball aux États-Unis, une polémique sportive qui a eu lieu le 24 juillet 1983 lors d'un match entre les Yankees de New York et les Royals de Kansas City.
Le goudron de pin est une substance collante noire que l'on étale sur le manche des bâtons de baseball afin d'augmenter la prise en main et l'adhérence de la batte. Son utilisation est réglementée par les autorités du baseball et c'est sur un détail du règlement que les Yankees de New York ont remporté le match qui les opposait aux Royals de Kansas City.
Alors que les Yankees mènent au score 4-3 au début de la neuvième et dernière manche, le joueur de troisième but des Royals de Kansas City George Brett frappe un coup de circuit de deux points, offrant une potentielle victoire 5-4 à son équipe. Le manager des Yankees, Billy Martin, remarquant l'importante quantité de goudron de pin enduite sur le bâton du joueur, soumet à l'arbitrage l'inspection du bâton. La loi 1.10(c) stipule en effet qu'une batte de baseball ne peut être couverte d'une substance sur plus de 18 pouces de sa longueur. La batte de George Brett est déclarée non conforme par les arbitres et le circuit est annulé.
Il s'est avéré que le manager des Yankees, qui avait remarqué depuis un an que George Brett utilisait du goudron de pin en quantité importante, a attendu le moment opportun pour utiliser cette manœuvre stratégique. Plusieurs procédures ont été lancées et les Yankees ont finalement été punis pour l'incident. Le match a été rejoué à partir du coup sûr de la neuvième manche et les Royals ont remporté la partie.